# Ghent (Kentucky)
Ghent é uma cidade localizada no estado americano de Kentucky, no Condado de Carroll.

## Demografia
Segundo o censo americano de 2000, a sua população era de 371 habitantes.
Em 2006, foi estimada uma população de 389, um aumento de 18 (4.9%).

## Geografia
De acordo com o United States Census Bureau tem uma área de
1,9 km², dos quais 1,9 km² cobertos por terra e 0,0 km² cobertos por água.

## Localidades na vizinhança
O diagrama seguinte representa as localidades num raio de 16 km ao redor de Ghent.